# Christina Stead
Christina Stead (Sídney, Australia, 17 de julio de 1902 - íd., 31 de marzo de 1983) fue una novelista y cuentista australiana, aclamada por su sátira y penetración psicológica.

## Biografía
Su padre fue el biólogo marino y pionero en la biología de la conservación David George Stead. Stead era partidaria del marxismo, pero nunca perteneció al Partido Comunista. Si bien nació y murió en Sídney, Nueva Gales del Sur, vivió muchos años en Inglaterra y en los Estados Unidos. Dejó Australia en 1928, y trabajó en un banco parisino de 1930 a 1935. Formó pareja con el escritor, broker y economista político marxista William J. Blake, con quien viajó a España (abandonó el país al acontecer la guerra civil española, cuando se mudaron a Estados Unidos). Se casaron en 1952, una vez que Blake pudo obtener el divorcio de su esposa anterior. Blake falleció de cáncer de estómago en 1968, y ella regresó a Australia.
Stead escribió quince novelas y varios volúmenes de relatos breves durante su vida. Se dedicó a la enseñanza, dictó la materia "Trabajo en novela" en la Universidad de Nueva York en 1943 y 1944, y también trabajó como guionista en Hollywood durante la década de 1940, labor con la que contribuyó a los filmes: Madame Curie (película biográfica) y They Were Expendable (película de guerra, con John Ford y John Wayne).
Su primera novela, Seven Poor Men of Sydney (1934) relata las vidas de los radicales y estibadores, pero la mayoría de sus obras no se caracteriza por el realismo social. Su novela más conocida, que lleva el título irónico The Man Who Loved Children (El hombre que amaba a los niños), está basada en su infancia, y se publicó por primera vez en 1940. No fue sino hasta que el poeta Randall Jarrell escribió el prólogo para la edición estadounidense de 1965 cuando la novela comenzó a ser reconocida por una mayor cantidad de público. En el 2005, la revista Time la incluyó en su lista de las "100 mejores novelas entre 1923 y 2005". La novela Letty Fox: Her Luck se prohibió oficialmente en Australia por varios años, ya que se la consideraba amoral y lasciva.
Stead situó su única novela británica, Cotter's England, en Gateshead (aparece como Bridgehead, en la novela). Se encontraba en Newcastle upon Tyne en el verano de 1949, acompañada por su amiga Anne Dooley (apellido de soltera Kelly), una mujer de la localidad que inspiró el personaje de Nellie Cotter, la heroína del libro. El título de la edición estadounidense de este libro es Dark Places of the Heart.

## Obras

### Novelas
- Seven Poor Men of Sydney (1934)
- The Beauties and Furies (1936)
- House of all Nations (1938)
- The Man Who Loved Children (1940).
- For Love Alone (1945)
- Modern Women in Love (1945) editada con William J. Blake
- Letty Fox: Her Luck (1946)
- A Little Tea. A Little Chat (1948)
- The People with the Dogs (1952)
- Dark Places of the Heart (1966)
- Cotters' England (1967)
- Australian Writers and their work (1969)
- The Little Hotel: A Novel (1973)
- Miss Herbert: The Suburban Wife (1976)
- I'm Dying Laughing: The Humourist (1986)
- The Palace With Several Sides: A Sort of Love Story (1986)

### Cuentos
- The Salzburg Tales (1934)
- The Puzzleheaded Girl: Four Novellas (1965)
- A Christina Stead Reader (1978)
- Ocean of Story: The Uncollected Stories of Christina Stead (1985)

Cartas
- Web of Friendship: Selected letters, 1928-1973 (1992)
- Talking Into the Typewriter: Selected letters, 1973-1983 (1992)
- Dearest Munx: The Letters of Christina Stead and William J. Blake (2006)

Traducciones
- In balloon and Bathyscaphe de Auguste Piccard (1955)
- Colour of Asia de Fernando Gigon (1956)

## Obras traducidas al español
- El hombre que amaba a los niños. Editorial Pre-Textos. 2011.

## Obras sobre la autora
- Rowley, Hazel Christina Stead: A Biography (1993)[5]
- Peterson, Teresa The Enigmatic Christina Stead: A Provocative Re-Reading (2001)[6]